# Autovía de Toledo
La autovía de Toledo o A-42 es la conexión directa por carretera entre Madrid y Toledo (España).

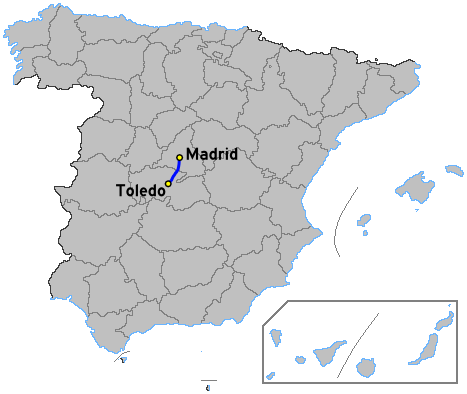

## Nomenclatura
La A-42 es el resultado del desdoblamiento de la N-401, entre Madrid y Toledo. Tras pasar Toledo, la autovía se prolonga hasta las proximidades de Burguillos de Toledo, donde la N-401 continúa dirección Ciudad Real. Su nomenclatura viene del 42, que es el código que recibe dicha autovía según el orden de nomenclaturas de las autovías nacionales, y la letra A refiriéndose a que es una autovía perteneciente al Ministerio de Fomento.

## Historia
Durante el primer gobierno de Felipe González, siendo Ministro de Obras Públicas y Urbanismo Julián Campo, se diseña el Plan General de Carreteras 1984-1991; dentro de este plan se contempla la transformación de varias carreteras convencionales en vías de alta capacidad de titularidad estatal (autovías) y entre ellas se encuentra la N-401 Madrid-Toledo-Ciudad Real en su primer tramo.
Las obras dan comienzo a mediados de la década de los 80 y finalizan en el 2007 con el enlace de la A-42 con la N-401 en Toledo, en el límite del término municipal de Burguillos de Toledo.

## Proyectos relacionados con la A-42
El 9 de mayo de 2006, el Ayuntamiento de Getafe firmó un convenio con el Ministerio de Transportes, Movilidad y Agenda Urbana por el cual se da vía libre a un proyecto para enterrar cerca de 5 km de la Autovía de Toledo a su paso por el término municipal de Getafe. Aunque dicho proyecto fue redactado y aprobado, no se tiene prevista su ejecución por cuestiones económicas.
Desde 2019 la Comunidad de Madrid anunció el proyecto de que la A-42 contara en un futuro próximo con carriles Bus-VAO, aunque todavía no se ha confirmado la fecha de su construcción, ya que está en estudio para poder desarrollarse, y también depende del Ministerio de Fomento.

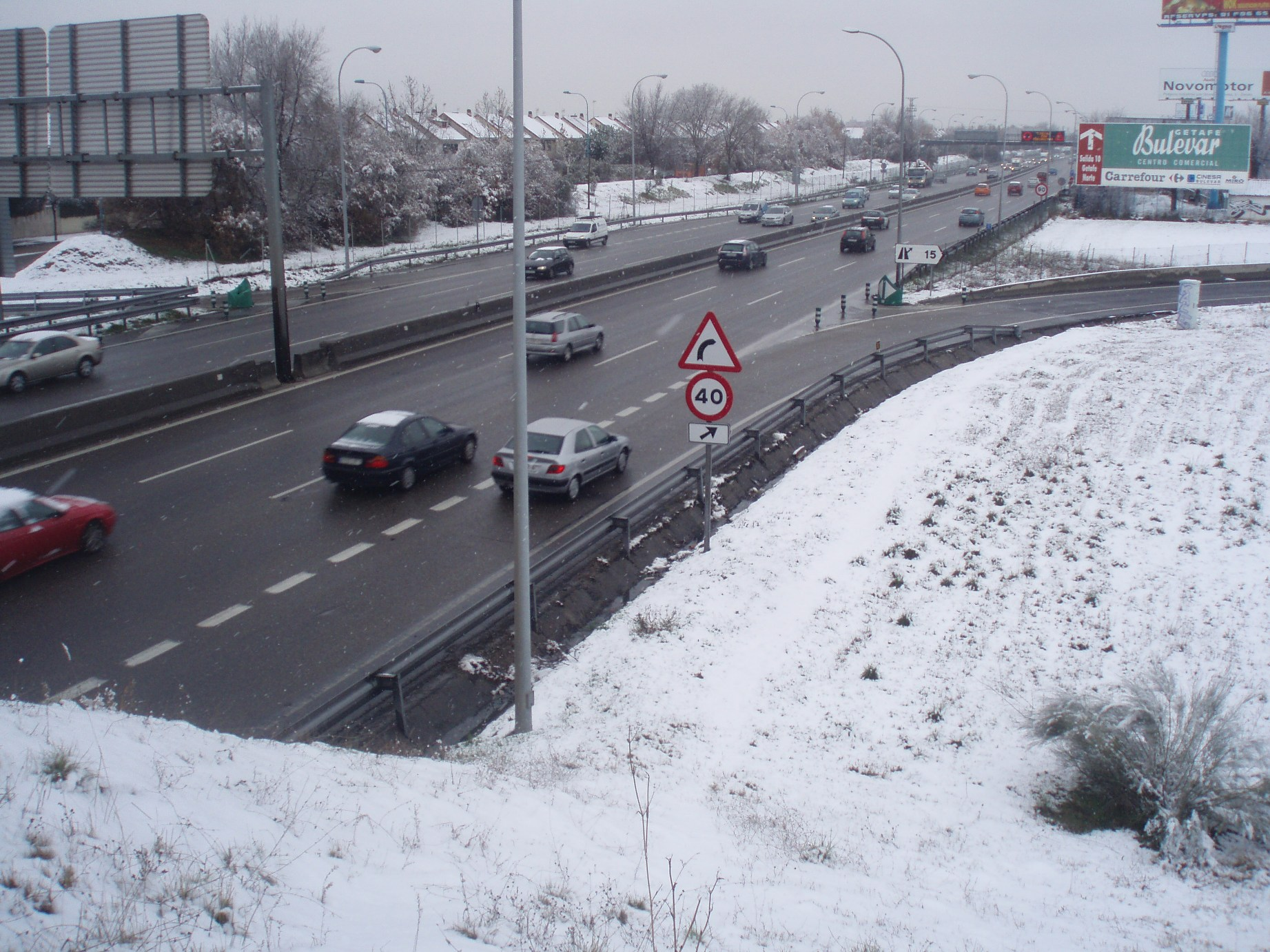
La autovía A-42 a su paso por Getafe

## Tramos
| Denominación | Tramo | Kilómetros  | Año servicio |
| ------------ | --- | ----------- | --- |
| A-42         | Madrid Puente de Praga M-30 - Plaza Elíptica (Usera) Tramo original Remodelación y ampliación Puente de Praga Paso inferior de Plaza Elíptica | 1,6 0,5 0,7 | 1952 1968 1986 |
| A-42         | Plaza Elíptica (Usera) - Villaverde Alto pkm 8 Tramo original: Plaza Elíptica (Usera) - Villaverde Alto pkm 8 Tramo ampliado: Plaza Elíptica (Usera) - Villaverde Alto pkm 8 Paso superior sobre la Avenida de Los Poblados (sentido Norte) Paso superior sobre la Avenida de Los Poblados (sentido Sur) Ampliación paso superior sobre la Avenida de Los Poblados (sentido Sur) | 4,2 0,7 0,7 | 2 carriles por sentido: 1978 3 carriles por sentido: 1981 3 carriles por sentido: 1993 2 carriles por sentido: 1993 3 carriles por sentido: 1996 |
| A-42         | Villaverde Alto pkm 8 - Getafe Norte Tramo original Tramo ampliado | 2,9 2,9     | 2 carriles por sentido: 1981 3 carriles por sentido: 1996                                                                                        |
| A-42         | Variante de Getafe Tramo original: Getafe Norte - Getafe Sur M-406 Tramo ampliado: Getafe Norte - Getafe Sur M-406 | 3,3 3,3     | 2 carriles por sentido: 1986 3 carriles por sentido: 2003                                                                                        |
| A-42         | Getafe Sur M-406 - Parla Norte Tramo original Paso superior sobre la M-506 Tramo ampliado | 5 0,6 5     | 2 carriles por sentido: 1987 1986 3 carriles por sentido: 2003                                                                                   |
| A-42         | Variante de Parla Tramo original: Parla Norte - Parla Sur Tramo ampliado: Parla Norte - Parla Sur | 5 5         | 2 carriles por sentido: 1983 3 carriles por sentido: En redacción de proyecto (pendiente licitación de obras)                                    |
| A-42         | Parla Sur - Casarrubuelos Tramo original Tramo ampliado | 6,5 6,4     | 2 carriles por sentido: 1989 3 carriles por sentido: En redacción de proyecto (pendiente licitación de obras)                                    |
| A-42         | Casarrubuelos - Illescas Norte | 3,1         | 1987 |
| A-42         | Illescas Norte - Yuncos Sur | 11,5        | 1990 |
| A-42         | Yuncos Sur - Cabañas de la Sagra Norte | 6,1         | 1987 |
| A-42         | Variante de Cabañas de la Sagra Tramo: Cabañas de la Sagra Norte - Cabañas de la Sagra Sur | 5,2         | 1989 |
| A-42         | Cabañas de la Sagra Sur - Toledo Norte TO-20 | 13,1        | 1988 |
| A-42         | Acceso Norte a Toledo Tramo: Enlace TO-20 - Avenida de Madrid (Toledo Norte) | 1,6         | 1987 |
| A-42         | Circunvalación Este de Toledo Tramo: Enlace TO-20 - Santa Bárbara (Toledo Este) TO-23 | 4,5         | 1996 |
| A-42         | Acceso Sur a Toledo Tramo: Santa Bárbara (Toledo Este) TO-23 - Burguillos de Toledo CM-40 CM-42 | 4,7         | 2007 |

## Salidas
| Velocidad | Esquema | Salida | Sentido Toledo (descendente)                                                                                    | Sentido Madrid (ascendente)                                                                                            | Carretera                | Notas                                                             |
| --------- | ------- | ------ | --- | --- | ------------------------ | ----------------------------------------------------------------- |
|           |         |        | Inicio de la Autovía de Toledo                                                                                  | Fin de la Autovía de Toledo pº de Sta. María de la Cabeza                                                              | M-30                     |                                                                   |
|           |         | 2A     | M-30 (todas direcciones) E-5 A-4 Cádiz A-3 A-2 A-1 E-90 A-5 Badajoz A-6 La Coruña                               | | M-30                     |                                                                   |
|           |         | 2B     | | E-5 A-4 Cádiz A-3 A-2 A-1                                                                                              | M-30                     |                                                                   |
|           |         |        | Vía Lateral calle Antonio López                                                                                 | |                          |                                                                   |
|           |         |        | Vía Lateral | |                          |                                                                   |
|           |         | 4      | vía de servicio Plaza Elíptica                                                                                  | plaza Elíptica |                          |                                                                   |
|           |         | 5      | vía de servicio Villaverde - Orcasitas avda. Poblados cementerio - tanatorio                                    | vía de servicio Villaverde - Orcasitas avda. Poblados                                                                  |                          | Trayecto alternativo para continuar hacía pº de Sta. María Cabeza |
|           |         | 6      | R-5 A-5 A-6 M-607 A-1 vía de servicio A-4 R-4 A-3 R-3 A-2 - IFEMA                                               | | M-40 (todas direcciones) |                                                                   |
|           |         | 6A     | | R-5 A-5 A-6 M-607 A-1                                                                                                  | M-40                     |                                                                   |
|           |         | 6B     | | A-4 R-4 A-3 R-3 A-2 - IFEMA                                                                                            | M-40                     |                                                                   |
|           |         |        | Camino de servicio                                                                                              | |                          |                                                                   |
|           |         | 7      | Polígono Arroyo de Butarque                                                                                     | |                          |                                                                   |
|           |         |        | Cambio de sentido                                                                                               | |                          |                                                                   |
|           |         | 9A     | centro comercial Leganés                                                                                        | |                          |                                                                   |
|           |         | 9B     | Villaverde | |                          |                                                                   |
|           |         | 9      | | Leganés - Villaverde                                                                                                   |                          |                                                                   |
|           |         | 10     | vía de servicio centro comercial hospital Universidad Getafe El Bercial M-406 Leganés A-4 R-4 Cádiz A-3 R-3 A-2 | vía de servicio M-45 (todas direcciones) E-5 A-4 Cádiz A-3 A-2 Getafe (norte) Villaverde M-40 E-90 A-5 Badajoz A-6 A-1 | M-45                     |                                                                   |
|           |         | 11     | | centro comercial Universidad Getafe Las Margaritas - El Bercial                                                        |                          |                                                                   |
|           |         | 12     | | Getafe (centro) Leganés hospital                                                                                       | M-406                    |                                                                   |
|           |         |        | vía de servicio                                                                                                 | |                          |                                                                   |
|           |         | 13     | | Getafe av. Reyes Católicos                                                                                             |                          |                                                                   |
|           |         | 14A    | Sector 3 (norte) centro comercial                                                                               | |                          |                                                                   |
|           |         | 14B    | Getafe (sur) Madrid - Cádiz                                                                                     | | M-406 E-5 A-4            |                                                                   |
|           |         | 14     | | Getafe (sur) Madrid - Cádiz                                                                                            | M-406 E-5 A-4            |                                                                   |
|           |         |        | | Camino de servicio |                          |                                                                   |
|           |         | 15A    | Getafe Sector 3 (sur)                                                                                           | |                          |                                                                   |
|           |         | 15     | | Getafe Sector 3 (sur) centro comercial                                                                                 |                          |                                                                   |
|           |         | 15B    | M-506 Pinto - Fuenlabrada R-4 Cádiz A-4 A-3 R-3 A-2 R-5 Badajoz A-5 A-6                                         | | M-50 (todas direcciones) |                                                                   |
|           |         | 16     | | R-4 Cádiz A-4 M-31 A-3 R-5 Badajoz A-5 A-6                                                                             | M-50 (todas direcciones) |                                                                   |
|           |         | 17     | vía de servicio pol. industriales                                                                               | Pinto - Fuenlabrada | M-506                    |                                                                   |
|           |         | 18     | | polígono industrial |                          |                                                                   |
|           |         |        | vía de servicio                                                                                                 | vía de servicio |                          |                                                                   |
|           |         | 19A    | polígono industrial                                                                                             | |                          |                                                                   |
|           |         | 19B    | Parla (norte) Pinto                                                                                             | | M-408                    |                                                                   |
|           |         | 19     | | Parla (norte) Pinto | M-408                    |                                                                   |
|           |         | 20-21  | Parla (centro)                                                                                                  | Parla (centro) |                          |                                                                   |
|           |         | 24-25  | vía de servicio hospital Parla (sur) - Torrejón de la Calzada - Griñón - Humanes - Moraleja de Enmedio          | vía de servicio hospital Parla (sur) - Moraleja de Enmedio                                                             | M-410                    |                                                                   |
|           |         | 27     | Torrejón de Velasco - Griñón                                                                                    | Torrejón de Velasco - Griñón                                                                                           | M-404                    |                                                                   |
|           |         | 28     | polígono industrial Centro de Conservación y Explotación                                                        | Torrejón de la Calzada polígono industrial Centro de Conservación y Explotación                                        |                          |                                                                   |
|           |         |        | Camino de servicio                                                                                              | |                          |                                                                   |
|           |         | 30A    | Casarrubuelos                                                                                                   | | M-417                    |                                                                   |
|           |         | km. 30 | CASTILLA-LA MANCHA Provincia de Toledo                                                                          | Comunidad de Madrid |                          |                                                                   |
|           |         | 30B    | vía de servicio                                                                                                 | | M-417                    |                                                                   |
|           |         | 30     | | Casarrubuelos zona industrial                                                                                          | M-417                    |                                                                   |
|           |         | 32     | vía de servicio señorío de Illescas                                                                             | |                          |                                                                   |
|           |         | 33     | zona industrial de Illescas cambio de sentido                                                                   | Illescas (norte) zona industrial                                                                                       |                          |                                                                   |
|           |         | 35     | Illescas (centro) Ugena Yeles - Esquivias                                                                       | Illescas (centro) Ugena Yeles - Esquivias                                                                              | CM-4008 CM-4010          |                                                                   |
|           |         | 36-37  | Illescas (sur)                                                                                                  | Illescas (sur) |                          |                                                                   |
|           |         | 38     | CM-43 CM-4001 A-4 R-4 E-90 A-5 Badajoz                                                                          | CM-43 CM-4001 A-4 R-4 E-90 A-5 Badajoz                                                                                 | CM-41                    |                                                                   |
|           |         | 40     | Yuncos - Numancia de la Sagra AP-41 Madrid - Toledo                                                             | Yuncos - Numancia de la Sagra AP-41 Madrid - Toledo                                                                    | CM-4004                  |                                                                   |
|           |         |        | | vía de servicio |                          |                                                                   |
|           |         | 44     | | Yuncos |                          |                                                                   |
|           |         |        | Camino de servicio                                                                                              | |                          |                                                                   |
|           |         | 47     | Yuncler - Lominchar                                                                                             | Yuncler - Lominchar - Recas                                                                                            |                          |                                                                   |
|           |         | 48     | Recas | Estación de Villaluenga                                                                                                |                          |                                                                   |
|           |         | 49     | Villaluenga de la Sagra                                                                                         | Villaluenga de la Sagra                                                                                                | TO-4511-V                |                                                                   |
|           |         | 50     | Cabañas de la Sagra aparcamiento viabilidad invernal                                                            | Cabañas de la Sagra aparcamiento viabilidad invernal                                                                   |                          |                                                                   |
|           |         | 55     | Yunclillos - Magán - Mocejón centro de conservación y explotación                                               | Cabañas de la Sagra cambio de sentido centro de conservación y explotación                                             |                          |                                                                   |
|           |         | 56     | | Magán - Yunclillos |                          |                                                                   |
|           |         | 57     | vía de servicio A-40 N-403 Ávila E-90 A-5 AP-41 Madrid                                                          | |                          |                                                                   |
|           |         |        | | vía de servicio |                          |                                                                   |
|           |         | 58     | | vía de servicio |                          |                                                                   |
|           |         | 59     | Olías del Rey - Bargas A-40 Maqueda centro comercial                                                            | Olías del Rey - Bargas A-40 Maqueda centro comercial                                                                   |                          |                                                                   |
|           |         | 60     | Vía de servicio                                                                                                 | Vía de servicio |                          |                                                                   |
|           |         | 62     | Vía de servicio                                                                                                 | |                          |                                                                   |
|           |         |        | Vía de servicio                                                                                                 | Vía de servicio |                          |                                                                   |
|           |         | 65     | Vía de servicio Bargas Aparcamiento viabilidad invernal centro comercial                                        | Vía de servicio Bargas Aparcamiento viabilidad invernal centro comercial                                               | CM-4003                  |                                                                   |
|           |         | 66     | Vía de servicio                                                                                                 | |                          |                                                                   |
|           |         | 68A    | Ávila E-90 A-5 Toledo avda. Portugal                                                                            | | N-403                    |                                                                   |
|           |         | 68     | | Toledo TO-21 A-40 Ávila                                                                                                |                          |                                                                   |
|           |         | 68B    | Toledo centro urbano                                                                                            | |                          |                                                                   |
|           |         | 69-70  | Toledo CM-4001 Mocejón TO-22 AP-41 Madrid                                                                       | Toledo CM-4001 Mocejón TO-22 AP-41 Madrid                                                                              |                          |                                                                   |
|           |         | 71     | | |                          |                                                                   |
|           |         | 73     | Toledo Sta. Bárbara Sta. María de Benquerencia Polígono E-5 A-4 Ocaña                                           | Toledo Sta. Bárbara Sta. María de Benquerencia Polígono E-5 A-4 Ocaña                                                  | N-400                    |                                                                   |
|           |         | 76     | Nambroca | Nambroca | CM-4059                  |                                                                   |
|           |         | 77A    | Mora Madridejos Tomelloso E-5 A-4 Cádiz A-43 Albacete - Valencia                                                | Mora Madridejos Tomelloso E-5 A-4 Cádiz A-43 Albacete - Valencia                                                       | CM-42                    |                                                                   |
|           |         | 77B    | Toledo (sur) TO-21 A-40 Ávila                                                                                   | CM-40 |                          |                                                                   |
|           |         |        | Fin de la Autovía de Toledo N-401 Sonseca Ciudad Real                                                           | Comienzo de la Autovía de Toledo A-42 Toledo Madrid                                                                    | N-401                    |                                                                   |

## Localidades colindantes a la autovía
- Madrid
- Leganés
- Getafe
- Fuenlabrada
- Pinto
- Parla
- Valdemoro
- Torrejón de la Calzada
- Torrejón de Velasco
- Casarrubuelos
- Griñón
- Illescas
- Yuncos
- Numancia de la Sagra
- Yuncler
- Recas
- Villaluenga de la Sagra
- Cabañas de la Sagra
- Bargas
- Magán
- Olías del Rey
- Toledo
- Nambroca
- Burguillos de Toledo

## Estaciones de servicio
- Madrid - Punto kilométrico 4,75 (Sentido Madrid)
- Getafe - Punto kilométrico 10,2
- Getafe - Punto kilométrico 14,5
- Fuenlabrada - Punto kilométrico 18,78
- Casarrubuelos - Punto kilométrico 30 (a 750m de la autovía)
- Illescas - Punto kilométrico 32,8
- Yuncos - Punto kilométrico 42,8
- Yuncler - Punto kilométrico 47,3
- Olías del Rey - Punto kilométrico 58 (Sentido Toledo)
- Olías del Rey - Punto kilométrico 59 (Sentido Madrid)
- Olías del Rey - Punto kilométrico 63,3